# 2014
L'any 2014 fou un any normal començat en dimecres. En el calendari gregorià és el 2014è any de l'era comuna o de l'era cristiana, el 14è any del tercer mil·lenni i del segle xxi, i el 5è any de la dècada del 2010.
Les Nacions Unides va designar el 2014 com l'Any Internacional de l'Agricultura Familiar, i la UNESCO com l'Any Internacional de la Cristal·lografia.

## Esdeveniments
Països Catalans

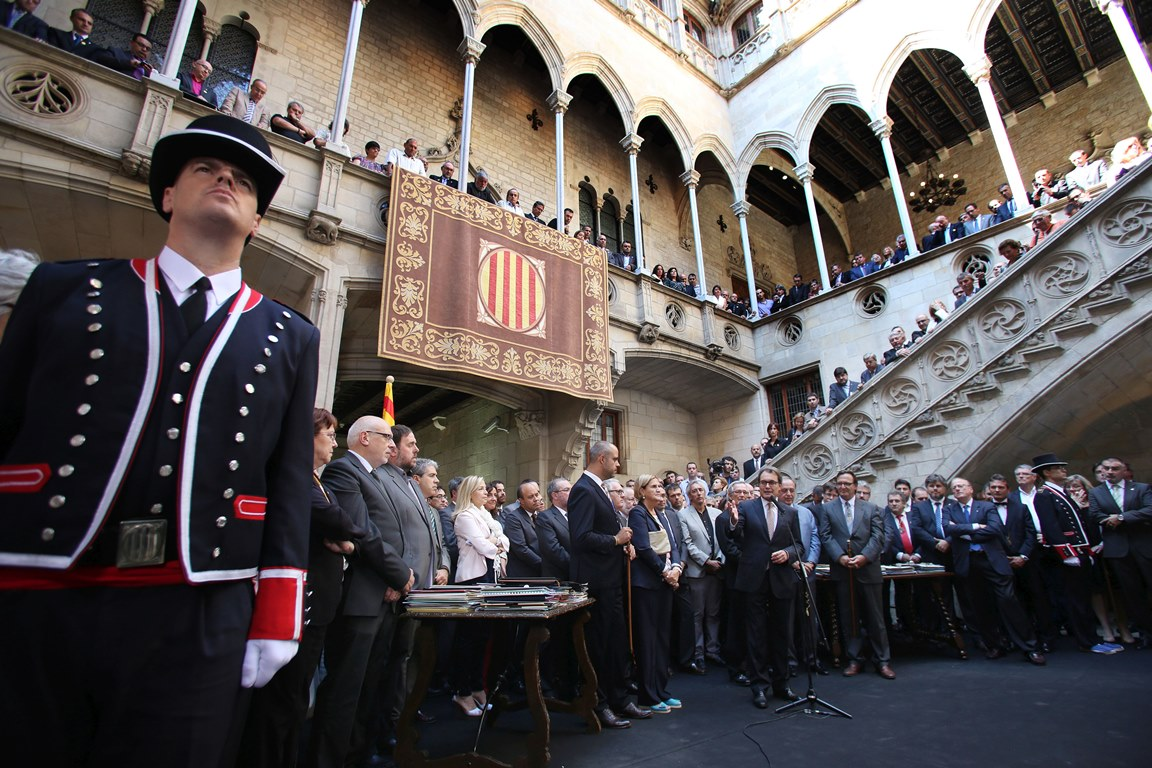
4oct: alcaldes per la Independència

- 1 de febrer: Entra en funcionament l'Institut Cartogràfic i Geològic de Catalunya, que integra l'Institut Cartogràfic de Catalunya i l'Institut Geològic de Catalunya, els quals queden suprimits.[1]
- Entre el 26 de maig i l'1 de juny es produeix l'intent de desallotjament del CSA Can Vies i els conseqüents avalots que es varen conèixer com a Efecte Can Vies.
- 31 de maig i 1 de juny: Olot acull la XXI Vila Gegantera Gironina i celebra els 125 anys dels Gegants d'Olot.[2]
- 9 de novembre: Se celebra Consulta sobre la independència de Catalunya.
- 24 de juliol: Finalitza el concurs públic per la creació de la T-Mobilitat
- 28 de desembre: Es funda els Joves Lectors Catalans grup juvenil format per nois i noies de Catalunya que comparteixen una passió en comú, la lectura.

Resta del món
- Centenari de la Primera Guerra Mundial
- 1 de gener:
  - Letònia adopta l'euro com a moneda pròpia.
  - Grècia pren el relleu a Lituània en la presidència de la Unió Europea, que se centrarà en política marina.
- 8 de gener: El futbolista alemany Thomas Hitzlsperger es declara públicament homosexual.[3]
- Febrer, Àfrica Occidental: s'inicia el pitjor brot d'Ebola segons l'OMS, causant unes 28.635 infeccions i 11.314 morts.[4][5][6]
- 7 de febrer, Sotxi, Rússia: Inici del Jocs Olímpics d'Hivern de 2014.
- 26 de febrer, Cali, Colòmbia: Inici del Campionat del món de ciclisme en pista de 2014.
- 29 d'abril: Eclipsi solar anul·lar.[7]
- 10 de maig, Dinamarca: Celebració del Festival de la Cançó d'Eurovisió 2014.
- 24 de maig, Silkeborg, Dinamarca: primer campionat mundial de futbol a tres bandes
- 22 - 25 de maig: Eleccions al Parlament Europeu de 2014.
- 11 de juny: Taxistes d'arreu del món es manifesten en contra de l'aplicació Uber.
- 12 de juny, Brasil: Inici de la Copa del Món de Futbol de 2014.
- 8 de juliol, Franja de Gaza: s'inicia l'ofensiva coneguda com a Operació Marge Protector per part de les Forces de Defensa d'Israel.[8]
- 17 de juliol: el vol 17 de Malaysia Airlines és abatut per un míssil a Ucraïna. Tots els passatgers i la tripulació, 298 persones en total, van perdre la vida.[9]
- 23 de juliol, Glasgow, Escòcia: Inici dels Jocs de la Commonwealth.[10]
- 23 de juliol: el vol 5017 d'Air Algérie s'estavella a la regió del Sahel (Mali) sense que hi hagués cap supervivent entre els 116 ocupants.[11]
- 1 d'agost, Roma: Deixa de publicar-se el diari italià L'Unità, fundat el 1924 per Gramsci.[12]
- 12 d'agost, Zúric, Suïssa: Inici del Campionat d'Europa d'atletisme de 2014.[13]
- 16 d'agost, Nanquín, República Popular de la Xina: Inici dels Jocs Olímpics de la Joventut.[14]
- 22 d'agost: s'estrena la sèrie d'animació BoJack Horseman.
- 30 d'agost, Espanya: Inici del Campionat del Món de bàsquet masculí de 2014.[15]
- 3 de setembre, Santander, Espanya: Inici del Campionat del Món de Vela de 2014.[16]
- 18 de setembre: Referèndum d'independència d'Escòcia respecte del Regne Unit.
- 19 de setembre, Inchon, Corea del Sud: Inici dels Jocs Asiàtics.[17]
- 27 de setembre, Turquia: Inici del Campionat del Món de Bàsquet Femení de 2014.[18]
- Cimera sobre Seguretat Nuclear de 2014
- Ofensiva de l'Estat Islàmic de l'Iraq i el Llevant contra el feble govern d'Iraq.
- 17 d'octubre: Tanzània dona la nacionalitat a 162.000 refugiats de Burundi.[19]
- El moviment Pegida islamòfob inicia manifestacions en contra del govern alemany en protesta contra la que consideren islamització d'Occident.
- 30 d'octubre
  - Uagadugu, Burkina Faso: Aixecament burkinès de 2014 contra el president Blaise Compaoré que va acabar dimitint.[20][21]
  - Suècia és el primer Estat membre de la Unió Europea que reconeix oficialment l'Estat de Palestina.[22]
- 21 de novembre
  - L'Organització Mundial de la Salut (OMS)[23][24] ha anunciat que 40 persones han mort per la pesta i 80 més estan infectades a Madagascar des que aquesta es va documentar a finals d'agost de 2014.[25]
  - Michel Kafando esdevé el nou president de transició de Burkina Faso després de l'aixecament burkinès de 2014.[26]
- 14 de novembre: Arribada del satèl·lit Roseta al cometa Txuri.
- 30 de novembre: S'estrena la sèrie de televisió sueca Blå ögon
- 1 - 12 de desembre, Lima (Perú): Se celebra la Conferència de l'ONU sobre el Canvi Climàtic 2014.
- 28 de desembre, Indonèsia: el vol Indonesia AirAsia 8501 desapareix sobre el mar de Java amb 162 ocupants.

### Cinema i televisió
| M/d   | Direcció          | Títol                                             | Gènere         |
| ----- | ----------------- | ------------------------------------------------- | -------------- |
| 01/22 | Eulàlia Comas     | Economia col·lectiva. L'última revolució d'Europa | documental     |
| 04/07 | Jordi Morató      | Sobre la marxa                                    | documental     |
|       | Farzad Sangari    | Mudbloods                                         | documental     |
| 26/10 | Christopher Nolan | Interstellar                                      | Ciència-ficció |

Categoria principal: Pel·lícules del 2014

## Còmics
El 15 de juliol, Marvel anuncià una nova sèrie de Thor en la qual el déu del tro seria una dona per compte d'un home.
El 13 de setembre, l'Ajuntament de Ripoll publicà la traducció al català de l'àlbum de Super Llopis Estranys al museu de Ripoll, ambientat al Museu Etnogràfic.

### Literatura
L'autor gandià Lluís Miret Pastor guanyà el Premi de Novel·la Ciutat d'Alzira amb L'ombra del mal; Robert Cortell i Giner guanyà el Premi de poesia Ibn Jafadja.

### Música
| M/d   | Artistes              | Títol                                    | Estil        |
| ----- | --------------------- | ---------------------------------------- | ------------ |
| 04/08 | Els Amics de les Arts | Només d'entrar hi ha sempre el dinosaure | pop          |
| 11/03 | Bongo Botrako         | Punk Parranda                            | mestissatge  |
|       | Aziza Brahim          | Soutrak                                  | ètnic        |
|       | div.                  | Història de Catalunya amb cançons        | cantata      |
| 02/25 | La Iaia               | On és la màgia?                          | pop          |
| 02/05 | Strombers             | 10 anys de festa il·legal                | mestissatge  |
| 05/19 | Coldplay              | Ghost Stories                            | pop          |
| 11/24 | Coldplay              | Ghost Stories Live 2014                  | pop          |
| 09/29 | Robin Gibb            | 50 St. Catherine's Drive                 | soul         |
| 09/16 | Hozier                | Hozier                                   | rock         |
|       | Kandlemees Sander     | 1 kannel ja rahvalikud laulud            | folk         |
| 05/06 | Sabaton               | Heroes                                   | power metal  |
| 10/07 | Weezer                | Everything Will Be Alright in the End    | rock alt.    |
| 11/17 | Hans Zimmer           | Interstellar                             | banda sonora |

Angelets de la terra (associació) publicà Canten Giné, un àlbum quàdruple de versions de Joan Pau Giné.
- 6 a 8 de juny: Andorra Red Music

Morts
- 27ago  Peret (cantautor)

### Premis Nobel
| Camp                  | Guardonats                                       |
| --------------------- | ------------------------------------------------ |
| Física                | - Isamu Akasaki - Hiroshi Amano - Shūji Nakamura |
| Química               | - Eric Betzig - William Moerner - Stefan Hell    |
| Medicina o Fisiologia | - John O'Keefe - Edvard Moser - May-Britt Moser  |
| Literatura            | - Patrick Modiano                                |
| Pau                   | - Kailash Satyarthi - Malala Yousafzai           |
| Economia              | - Jean Tirole                                    |

### Videojocs
Portal:Videojocs/2014

## Necrològiques
Països Catalans
Categoria principal: Morts el 2014
Gener
- 2 de gener, l'Hospitalet de l'Infant, Baix Camp: Josep Seguer i Sans, jugador i entrenador de futbol català.
- 8 de gener, Eivissa: Pepita Escandell, dramaturga, actriu, cantant i pianista eivissenca.[29]
- 9 de gener, Barcelona: Josep Maria Castellet i Díaz de Cossío, escriptor, editor i crític literari català.
- 21 de gener, Pamplona: Teresa Salvador i Salvador, religiosa i activista social catalana (n. 1924).[30]

Febrer
- 6 de febrer, Barcelona: Tatiana Sisquella i Cañabate, periodista catalana.[31]
- 10 de febrer, Barcelona: Pere Tena i Garriga, sacerdot catòlic català.
- 19 de febrer, Alacant, Alacantí: Juan Antonio Montesinos García, polític valencià.
- 22 de febrer, Vila-real, Plana Baixa: Vicent Llorens i Poy, pintor i escultor valencià.
- 23 de febrer, Barcelona: Maria Rosa Alonso i Solanes, compositora de sardanes i directora de l'Esbart Català de Dansaires (n. 1931).[32]
- 24 de febrer, Barcelona: Joan Vergés i Calduch, poeta català.
- 28 de febrer, Barcelona: Anna Maria Moix i Meseguer, escriptora catalana (n. 1947).[33]

Març
- 1 de març, Barcelona: Ricard Fornesa i Ribó, empresari i advocat català.
- 3 de març, Igualada: Josefina Rigolfas, pianista i professora de música catalana (n.1944).[34]
- 12 de març, Barcelona: Isidre Flotats i Vilanova, jugador i entrenador de futbol català.
- 19 de març, Puigverd de Lleida, Segrià: Enric Ribelles i Seró, jugador de futbol català.
- 29 de març, Girona, Gironès: Modest Prats i Domingo, filòleg i teòleg català.

Abril
- 7 d'abril, Barcelona: Josep Maria Subirachs i Sitjar, escultor i pintor català.[35]
- 14 d'abril, Barcelona: Albert Manent i Segimon, escriptor català (n. 1930).[36]
- 16 d'abril, Badalona, Barcelonès: Joan Blanch i Rodríguez, polític i advocat català, alcalde de Badalona.
- 17 d'abril, Barcelona: Conxa Pérez Collado, sindicalista, activista, miliciana i lluitadora antifeixista (n. 1915).
- 21 d'abril, Barcelona: Craig Hill, actor estatunidenc.
- 23 d'abril
  - Tortosa, Baix Ebre: Gerard Vergés i Príncep, escriptor català (n. 1931).[37]
  - Barcelona: Antoni Maria Oriol i Tataret, professor de teologia cubano-català.
- 25 d'abril, Barcelona: Francesc Vilanova i Bayó, Tito Vilanova, jugador i entrenador de futbol català (n. 1968).[38]

Maig
- 8 de maig, Barcelona: Mercedes Salisachs i Roviralta, escriptora catalana en llengua castellana (n. 1916).[39]
- 12 de maig, Sitges, Garraf: Lolita Mirabent i Muntané, bibliotecària que visqué i exercí com a tal a Sitges (n. 1926).[40]
- 16 de maig, Barcelona: Albert Viaplana i Veà, arquitecte català (n. 1933).[41]
- 17 de maig, Barcelona: Guillem Cifré i Barrabín, dibuixant de còmics, pintor i il·lustrador català (n. 1952).[42]
- 22 de maig, Badalona: Walda Pla i Rosés, novel·lista catalana (n. 1913).[43]
- 23 de maig, Barcelona: Miquel Caminal i Badia, politòleg català (n. 1952).[44]
- 24 de maig, Sabadell, Vallès Occidental: Lluís Subirana i Rebolloso, sardanista català (n. 1938).[45]
- 26 de maig, Anglès, la Selva: Esther Boix, pintora i pedagoga catalana (n. 1927).[46]

Juny
- 4 de juny, Barcelona: Tomàs Gil i Membrado, compositor i instrumentista català.
- 12 de juny, Barcelona: Francesc Vallverdú i Canes, sociolingüista català.
- 25 de juny, Barcelona: Ana María Matute Ausejo, novel·lista catalana en llengua castellana.[47]

Juliol
- 1 de juliol - Sabadell: Montserrat Torruella i Alsina, mezzosoprano catalana (n. 1959).[48]
- 5 de juliol, 
  - Barcelona: Jordi Peix i Massip, activista agrari català, fundador del Banc dels Aliments.
  - Barcelona: Pierrette Prat i Galindo, monja i abadessa del Monestir de Pedralbes (n. 1927).[49]
- 9 de juliol - Barcelona: Josep Forment, editor, escriptor i traductor català.
- 24 de juliol - Barcelona: Dolores Pla Brugat, historiadora catalana de l'exili espanyol a Mèxic.[50]

Agost
- 3 d'agost, Terrassa: Magdalena Heras i Fortuny, cardiòloga catalana (n. 1953).[51]
- 4 d'agost, Barcelona: Carmen Forns Aznar, coneguda com a Carmen de Lirio, vedet de revista, actriu i cantant (n. 1923).[52]
- 13 d'agost, Tarragona: Mercè Anglès, actriu i directora teatral catalana (n. 1961).[53]
- 18 d'agost, Valldoreix, Sant Cugat del Vallès: Mercè Diogène Guilera, pintora i artista tèxtil nord-catalana (n. 1922).[54]
- 19 d'agost, Ciutat de Mèxic: Maruxa Vilalta, dramaturga i directora de teatre barcelonina naturalitzada mexicana (n. 1932).[55]
- 20 d'agost, Yokohama, Japó: Aiko Miyawaki, escultora japonesa (n. 1929).[56]
- 27 d'agost, Barcelona: Jaume Vallcorba i Plana, filòleg i editor català.
- 27 d'agost, Barcelona: Peret, cantautor català d'ètnia gitana.
- 30 d'agost, Barcelona: Manuel Pertegaz Ibáñez, dissenyador de moda català d'origen aragonès.

Setembre
- 3 de setembre, Barcelona: Josep Lloveras i Feliu, pintor i escultor català.
- 8 de setembre, Barcelona: Joan Claret i Corominas, filòsof i pintor català.
- 9 de setembre, Barcelona: Montserrat Abelló i Soler, poetessa i traductora catalana.
- 17 de setembre, Barcelona: Carme Barba i Corominas, pedagoga catalana (n. 1946).[57]
- 23 de setembre, 
  - Barcelona: Teresa Rovira i Comas, bibliotecària catalana.[58]
  - Dreux: Antònia Fontanillas Borràs, militant anarcosindicalista i lluitadora antifranquista catalana, morta a l'exili (n. 1917).[59]

Octubre
- 2 d'octubre, Barcelona: Eduard Kucharski i Gonzàlez, jugador de bàsquet català (n. 1925).[60]
- 4 d'octubre, València, l'Horta: Joan Molina, actor valencià.

Novembre
- 1 de novembre, Barcelona: Gustau Biosca i Pagès, futbolista català.
- 11 de novembre, Palma, Mallorca: Caty Juan de Corral, escriptora, pintora, articulista i gastrònoma (n. 1926).[61]
- 14 de novembre, Vimbodí i Poblet, Conca de Barberà: Maur Esteva i Alsina, monjo cistercenc català, abat del Monestir de Poblet.
- 16 de novembre:
  - Barcelona: Antoni Maria Badia i Margarit, filòleg i lingüista català.
  - Barcelona: Josep Maria Bachs i Torner, presentador de ràdio i televisió català.
- 20 de novembre, Sevilla: Cayetana Fitz-James Stuart, aristòcrata espanyola, cap de la Casa d'Alba.[62]
- 21 de novembre, Barcelona: Carmina Virgili i Rodon, geòloga, professora i política catalana.[63]

Desembre
- 1 de desembre, Igualada, Anoia: Sita Murt, empresària i dissenyadora de moda catalana.[64]
- 9 de desembre, Faura, Camp de Morvedre: Joan Garcés i Queralt, compositor i director d'orquestra valencià.
- 13 de desembre, Barcelona: Joan Barril i Cuixart, escriptor i periodista català.

### Resta del món
Gener
- 5 de gener, Lisboa, Portugal: Eusébio da Silva Ferreira, futbolista portuguès.
- 6 de gener, París, França: Marina Ginestà i Coloma, periodista, escriptora, intèrpret i militant antifeixista catalana, protagonista d'una fotografia icònica de la Guerra Civil (n. 1919).[65]
- 7 de gener, Bruges, Flandes: Emiel Pauwels, atleta de salt d'alçada, llançament de disc i de javelina flamenc.
- 11 de gener, Tel-Aviv, Israel: Ariel Xaron, polític i militar israelià.
- 14 de gener, Heidelberg, Alemanya: Vugar Gaixímov, escaquista àzeri.
- 20 de gener, Bolonya, Itàlia: Claudio Abbado, director d'orquestra italià.[66]
- 21 de gener, Musomishta, Bulgària: Georgi Slavkov, futbolista búlgar.
- 25 de gener:
  - Poitiers, França: Marcelino Bilbao Bilbao, militar i activista polític basc.
  - Kecskemét, Hongria: Gyula Sax, escaquista hongarès.
- 27 de gener, Beacon, EUA: Pete Seeger, cantautor i activista polític estatunidenc.
- 28 de gener, Madrid, Espanya: Blas Piñar López, notari i polític espanyol.
- 31 de gener, Budapest, Hongria: Miklós Jancsó, director de cinema i guionista hongarès.

Febrer
- 1 de febrer:
  - Madrid, Espanya: Luis Aragonés, jugador i entrenador de futbol espanyol.
  - Innsbruck, Àustria: Maximilian Schell, actor suís d'origen austríac.
  - Moscou, Rússia: Vassili Petrov, militar soviètic.
- 2 de febrer:
  - Ciutat de Nova York, EUA: Philip Seymour Hoffman, actor estatunidenc.
  - Berlín, Alemanya: Gerd Albrecht, director d'orquestra alemany.
- 5 de febrer, Hamden, EUA: Robert Alan Dahl, politòleg i professor universitari estatunidenc.
- 10 de febrer, Woodside, EUA: Shirley Temple, actriu i diplomàtica estatunidenca.[67]
- 14 de febrer, 
  - Preston, Anglaterra: Thomas Finney, futbolista anglès.
  - Seattle, Washington: Martha Goldstein, intèrpret de clavicèmbal i piano (n. 1919).[68]
- 15 de febrer, Santa Mónica: Thelma Estrin, informàtica biomèdica estatunidenca (n.1924).[69]
- 18 de febrer, 
  - Anvers, Flandes: Kristof Goddaert, ciclista flamenc.
  - Stowe, Vermont: Maria Franziska von Trapp, cantant de la «família Trapp».[70]
- 19 de febrer: Debrecen, Hongria: Szilárd Borbély, escriptor, poeta i acadèmic hongarès.
- 20 de febrer, Montevideo, Uruguai: Rafael Addiego Bruno, polític i jurista uruguaià, President de l'Uruguai.
- 24 de febrer, Punta Ballena, Uruguai: Carlos Páez Vilaró, pintor, escultor i escriptor uruguaià.
- 25 de febrer, Maputo, Moçambic: Mário Esteves Coluna, futbolista portuguès.
- 26 de febrer:
  - Cancún, Mèxic: Paco de Lucía, guitarrista espanyol.
  - Budapest, Hongria: Dezső Novák, futbolista hongarès.
- 27 de febrer:
  - Saragossa, Espanya: Maria de Ávila, ballarina i coreògrafa catalana (n. 1920).[71]
  - Miami, Florida, EUAː Huber Matos, revolucionari cuba i dissident anticastrista (n. 1918).[72]

Març
- 1 de març, París, França: Alain Resnais, director de cinema francès.[73]
- 6 de març, Catània, Itàlia: Manlio Sgalambro, filòsof italià.
- 9 de març, L'Havana, Cuba: Melba Hernández, advocada i Heroïna de la Revolució Cubana (n. 1921).[74]
- 12 de març, Praga, Txèquia: Věra Chytilová, directora de cinema txeca.
- 13 de març, São Paulo, Brasil: Paulo Goulart, actor brasiler.
- 19 de març, Palo Alto, EUA: Patrick Joseph McGovern, empresari estatunidenc.
- 20 de març:
  - Bilbao, País Basc: Iñaki Azkuna, polític basc, alcalde de Bilbao.
  - São Paulo, Brasil: Hilderaldo Luiz Bellini, futbolista brasiler.
- 23 de març, Madrid, Espanya: Adolfo Suárez, advocat i polític espanyol, president d'Espanya.
- 31 de març, Wuxi: Phanthog, alpinista tibetana, primera dona a assolir l'Everest per la cara nord.[75]

Abril
- 1 d'abril, París, França: Jacques Le Goff, medievalista francès (n. 1924).[76]
- 4 d'abril, Bissau, Guinea Bissau: Kumba Ialá, polític guineà, President de Guinea Bissau.
- 6 d'abril, Los Angeles, EUA: Mickey Rooney, actor, director, productor, guionista i compositor estatunidenc.[77]
- 8 d'abril, Palm Springs, EUA: Adrianne Wadewitz, analista feminista de la Viquipèdia estatunidenca.
- 10 d'abril, Leeds, Anglaterra: Richard Hoggart, sociòleg, filòleg i escriptor anglès.
- 17 d'abril, Ciutat de Mèxic: Gabriel García Márquez, escriptor colombià.[78]
- 20 d'abril, Dortmund, Alemanya: Mithat Bayrak, lluitador turc.
- 21 d'abril, Copenhaguen: Elsa-Marianne von Rosen, ballarina, coreògrafa i actriu sueca, popular per tota Escandinàvia (n. 1924).[79]
- 29 d'abril, Guiza, Egipte: Bassem Sabry, periodista i activista social egipci.

Maig
- 3 de maig, Chicago, EUA:: Gary Becker, economista i professor universitari estatunidenc (n. 1930).[80]
- 4 de maig:
  - Sevierville, EUA:: Al Pease, pilot de F1 canadenc d'origen anglès.
  - Reno, EUA:: Tony Settember, pilot de F1 estatunidenc.
  - Moscou: Tatiana Samóilova, actriu soviètica i russa (n. 1934).[81]
- 6 de maig, Viena: Maria Lassnig, artista austríaca, coneguda pels seus autoretrats.[82]
- 7 de maig, Madrid, Espanya: Manuel Jiménez de Parga, polític i jurista espanyol.
- 8 de maig, Avilés, Espanya: Yago Lamela, saltador de llargada espanyol.
- 12 de maig:
  - Tolosa de Llenguadoc, Occitània: Josep Falcó i Sanmartín, pilot de caces català.
  - Zúric, Suïssa: H.R. Giger, escultor i dissenyador gràfic suís (n. 1940).[83]
  - Caracas, Veneçuela: Jacinto Convit, metge i científic veneçolà.
- 15 de maig, Quimper, Bretanya: Jean-Luc Dehaene, polític flamenc, Primer Ministre de Bèlgica.
- 17 de maig, San Diego, EUA: Gerald Edelman, biòleg estatunidenc (n. 1929).[84]
- 18 de maig, Sydney, Austràlia: Jack Brabham, pilot de F1 australià (n. 1926).[85]
- 19 de maig, Colònia, Alemanya: Franz-Paul Decker, director d'orquestra germano-canadenc.
- 28 de maig, Winston-Salem, EUA: Maya Angelou, escriptora, actriu, cantant i activista social estatunidenca.[86]
- 31 de maig, João Pessoa, Brasil: Marinho Chagas, futbolista brasiler.

Juny
- 2 de juny, Roma, Itàlia: Duraisamy Simon Lourdusamy, sacerdot indi, cardenal de l'Església catòlica.
- 6 de juny, Kent: Lorna Wing, psiquiatra i metgessa anglesa, pionera en la comprensió de l'autisme (n. 1928).[87]
- 7 de juny, Aruanã, Brasil: Fernando Lúcio da Costa (Fernandão), futbolista brasiler.
- 9 de juny, Londres, Anglaterra: Rik Mayall, actor i escriptor anglès.
- 11 de juny, Pamplona, País Basc: Rafael Frühbeck de Burgos, director d'orquestra espanyol.
- 13 de juny, Budapest, Hongria: Gyula Grosics, futbolista hongarès.
- 14 de juny, la Corunya, Galícia: María Wonenburger, matemàtica i investigadora gallega.[88]
- 18 de juny, Wilmington: Stephanie Kwolek, química polonesa-estatunidenca, inventora del Kevlar®, fibra d'alta resistència (n. 1923).[89]
- 30 de juny, 
  - Poitiers, Occitània: Pèire Bèc, poeta i lingüista occità.[90]
  - Roma: Maria Luisa Spaziani, poeta i traductora, una de les figures més importants de la literatura italiana del segle xx (n. 1922).[91]

Juliol
- 7 de juliol
  - Tbilisi, Geòrgia: Eduard Xevardnadze, polític georgià, Ministre d'Afers Exteriors soviètic.[92]
  - Madrid, Espanya: Alfredo Di Stéfano Laulhé, jugador i entrenador de futbol argentí.
  - Bilbao, País Basc: Francisco Gabicacogeascoa Ibarra, ciclista basc.
- 9 de juliol, Sevilla, Espanya: Fernando Soto Martín, polític i sindicalista espanyol.
- 12 de juliol, Hondarribia, Guipúscoa: Néstor Basterretxea Arzadun, escultor, pintor i director de cinema basc (n. 1924).[93]
- 13 de juliol, 
  - Virgínia, EUA: Lorin Maazel, director d'orquestra estatunidenc.
  - Johannesburg, Sud-àfrica: Nadine Gordimer, escriptora en anglès sud-africana.(n. 1923).[94]
- 16 de juliol, Zúric, Suïssa: Johnny Winter, guitarrista estatunidenc.
- 21 de juliol, Fuenmayor, Espanya: Álex Angulo, actor de cinema i televisió basc.
- 29 de juliol, Sierra Leone: Sheik Umar Khan, metge viròleg de Sierra Leone.

Agost
- 3 d'agost, París, França: Christian Frémont, polític francès, antic Representant Francès a Andorra.
- 4 d'agost, Lima (Perú): Rafael Santa Cruz Castillo, actor i músic peruà.
- 5 d'agost, Gurgaon, Índia: Pran Kumar Sharma, autor de còmics indi (n. 1938).[95]
- 7 d'agost, Amsterdam, Països Baixos: Cristina Deutekom, cantant d'òpera neerlandesa (n. 1931).[96]
- 9 d'agost, Buenos Aires, Argentina: Leonardo Moledo, escriptor, matemàtic i periodista argentí.
- 11 d'agost, Tiburon, EUA: Robin Williams, actor estatunidenc.
- 12 d'agost, Nova York: Lauren Bacall, actriu de cinema i teatre, guanyadora del Tony i del Globus d'Or.[97]
- 15 d'agost, Manhattan, Nova York, Estats Units: Licia Albanese, soprano italiana nacionalitzada estatunidenca (n. 1909).[98]
- 20 d'agost, Poona, Índia: B. K. S. Iyengar, iogui indi.
- 21 d'agost, Dublín, Irlanda: Albert Reynolds, polític irlandès, Primer Ministre d'Irlanda.
- 24 d'agost, Londres, Anglaterra: Richard Attenborough, actor, director i productor de cinema anglès.
- 29 d'agost, Suècia: Björn Waldegård, pilot de ral·lis suec.
- 30 d'agost, La Victòria, Lima: Victoria Santa Cruz, compositora, coreògrafa i dissenyadora peruana (n. 1922).[99]

Setembre
- 8 de setembre, Milàː Magda Olivero, soprano italiana considerada una de les més grans cantants de l'òpera verista (n. 1910).[100]
- 10 de setembre, Madrid, Espanya: Emilio Botín, banquer espanyol, propietari i president del Banco Santander.
- 12 de setembre, Belfast, Irlanda del Nord: Ian Paisley, polític nord-irlandès, 2n primer ministre d'Irlanda del Nord (n. 1926).[101]
- 17 de setembre, Montevideo: China Zorrilla, actriu uruguaiana (n. 1922).[102]
- 27 de setembre, Brookline, Massachusetts: Dorothy Maharam, matemàtica estatunidenca que va fer contribucions importants a la teoria de la mesura (n. 1917).[103]
- 29 de setembre, Madrid, Espanya: Miguel Boyer Salvador, polític i economista espanyol.
- 30 de setembre, Palo Alto, EUA: Martin Lewis Perl, físic estatunidenc (n. 1927).[104]

Octubre
- 4 d'octubre, Port-au-Prince, Haití: Jean-Claude Duvalier, polític haitià, 33è President d'Haití.
- 5 d'octubre, Roma, Itàlia: Andrea de Cesaris, pilot d'automobilisme italià.
- 20 d'octubre, Connecticut, EUA:: Óscar de la Renta, modista dominicà.
- 21 d'octubre, Sydney, Austràlia: Gough Whitlam, polític australià, Primer ministre d'Austràlia (n. 1916).[105]
- 25 d'octubre, Suffolk, Anglaterra: Jack Bruce, compositor, cantant i músic escocès (n. 1943).[106]
- 26 d'octubre, L'Illa, Occitània: Rémi Fraisse, activista polític ecologista occità.

Novembre
- 2 de novembre, Moscou, Rússia: Veljko Kadijević, militar iugoslau.
- 9 de novembre, Ettal, districte de Garmisch-Partenkirchen, Alemanya: Annemarie Buchner, coneguda popularment com a Mirl Buchner, esquiadora alemanya (n. 1924).[107]
- 13 de novembre, Sent Gironç, Occitània: Alexander Grothendieck, matemàtic apàtrida, nacionalitzat francès.
- 19 de novembre, Ciutat de Nova York, EUA: Mike Nichols, escriptor, productor i director de cinema, teatre i televisió estatunidenc.
- 20 de novembre, Sevilla, Espanya: Cayetana Fitz-James Stuart, aristòcrata espanyola, 18a duquessa d'Alba.[108]
- 27 de novembre, Oxford, Anglaterra: P.D. James, escriptora anglesa de novel·la detectivesca (n. 1920).[109]
- 28 de novembre:
  - Cancun, Mèxic: Roberto Gómez Bolaños, actor i humorista mexicà.
  - Santa Cruz de Tenerife, Espanya: Gabriel Jorge Sosa, futbolista espanyol.
- 30 de novembre, El Caire, Egipte: Radwa Ashur, escriptora egípcia.

Desembre
- 3 de desembre:
  - Ciutat de Mèxic, Mèxic: Vicente Leñero Otero, escriptor mexicà.
  - Neuilly-sur-Seine, França: Jacques Barrot, polític francès, comissari i vicepresident de la UE.
- 5 de desembre, Brussel·les, Bèlgica: Fabiola Mora y Aragón, aristòcrata espanyola que va esdevenir reina dels belgues.[110]
- 6 de desembre, Manchester, EUA:: Ralph Baer, enginyer i inventor estatunidenc d'origen germànic.
- 9 de desembre, Ciutat del Vaticà: Jorge María Mejía, sacerdot argentí, cardenal de l'Església catòlica.
- 10 de desembre, Països Baixos: Gerard Vianen, ciclista neerlandès.
- 16 de desembre: Tim Cochran, matemàtic estatunidenc .
- 18 de desembre, Roma, Itàlia: Virna Lisi, actriu de cinema italiana.
- 22 de desembre, Crawford, EUA:: Joe Cocker, cantant anglès.
- 25 de desembre, Drayton, Anglaterra: Mary Frances Lyon, genetista anglesa (n. 1925).[111]
- 26 de desembre, Edegem, Flandes: Leo Tindemans, polític flamenc, 43è Primer Ministre de Bèlgica.
- 27 de desembre, Yinchuan, RP Xina: Zhang Xianliang, assagista, poeta i escriptor xinès (n. 1936).
- 28 de desembre:
  - Madrid: Máximo San Juan, humorista gràfic i escriptor espanyol.
  - Buenos Aires, Argentina: Leopoldo Federico, director d'orquestra, compositor i bandoneoista argentí.
- 29 de desembre, París: Simone Iff, activista francesa pels drets de les dones (n. 1924).[112]
- 30 de desembre, Londres, Anglaterra: Luise Rainer, actriu de cinema i teatre alemanya nacionalitzada estatunidenca.[113]

Sense data concreta
- Israel: Es funda el Museu Bíblic d'Història Natural.

## Efemèrides
Països Catalans
- 6 d'abril: Centenari de l'establiment de la Mancomunitat de Catalunya.
- 9 d'abril: Centenari del naixement de l'escriptor i dibuixant Joaquim Muntañola i Puig.
- 28 de maig: Bicentenari de la fi de la Guerra del Francès, amb la retirada de tropes franceses de Barcelona.
- 24 de juny: Centenari del naixement de l'escriptor Alexandre Cirici i Pellicer.
- 3 de juliol: Centenari del naixement del poeta Joan Vinyoli i Pladevall.
- 11 de setembre: Tricentenari de la caiguda de Barcelona en mans de les tropes borbòniques a la Guerra de Successió Espanyola.
- 14 de setembre: Tricentenari de la caiguda de Cardona, últim reducte independent català del Principat, quedant únicament les Illes Balears sota regnat de l'arxiduc.
- 16 de desembre: Bicentenari del naixement del polític i militar Joan Prim i Prats.

Resta del món
- 1 de gener: 20è aniversari de l'aixecament armat d'Exèrcit Zapatista d'Alliberament Nacional a l'estat de Chiapas, Mèxic.
- 27 de gener: Bicentenari de la mort del filòsof Johann Gottlieb Fichte.
- 11 de març: 10è aniversari de l'Atemptat de Madrid de l'11 de març de 2004.
- 31 de març: Centenari del naixement de l'escriptor i diplomàtic Octavio Paz.
- 1 d'abril: 75è aniversari de la fi de la Guerra Civil espanyola.
- 7 d'abril: Quatricentenari de la mort d'El Greco.
- 28 de juliol: Centenari de l'inici de la Primera Guerra Mundial.
- 19 d'agost: Bimil·lenari de la mort de l'emperador romà August.
- 26 d'agost: Centenari del naixement de l'escriptor Julio Cortázar.
- 27 d'agost: 50è aniversari de l'estrena de la pel·lícula Mary Poppins.
- 1 de setembre: 75è aniversari de l'inici de la Segona Guerra Mundial.
- 17 de setembre: 50è aniversari de l'estrena de la pel·lícula Goldfinger de la saga James Bond.
- 20 d'octubre: 50è aniversari de l'estrena de la pel·lícula Per un grapat de dòlars.
- 10 de novembre: 25è aniversari de la Caiguda del mur de Berlín.
- 26 de desembre: 10è aniversari del Tsunami de l'oceà Índic del 2004.

## 2014 en la ficció
La pel·lícula post-apocalíptica Escape from L.A. (1996) està ambientada en un 2014 distòpic.
Part de l'argument del manga 20th Century Boys (1999) transcorre en 2014.